# Xã Clear Lake, Quận Deuel, South Dakota
Xã Clear Lake (tiếng Anh: Clear Lake Township) là một xã thuộc quận Deuel, tiểu bang Nam Dakota, Hoa Kỳ. Năm 2010, dân số của xã này là 242 người.